# Сен-Сир
Об институте благородных девиц см. Институт Святого Людовика
Общевойсковое военное училище Сен-Сир (École spéciale militaire de Saint-Cyr) — высшее учебное заведение, занимающееся подготовкой офицерских кадров для французской армии и жандармерии. Многие из абитуриентов Сен-Сира являются выпускниками Национального военного училища в Ла-Флеше. Девиз — «Они учатся преодолевать» (фр. Ils s'instruisent pour vaincre).
Училище основано в 1802 году Наполеоном Бонапартом в Фонтенбло взамен королевской военной школы, распущенной во время революции. Название училище получило после перевода в 1806 году в парижский пригород Сен-Сир-Леколь, где ему было отведено здание пансионата для девиц дворянского сословия, основанного в 1686 году мадам де Ментенон. Среди выпускников Сен-Сира — 11 маршалов Франции, 6 членов Французской академии и трое глав государства (Мак-Магон, Петен, де Голль), а также святой Шарль Фуко и убийца Пушкина — Жорж Дантес, преподавателем работал Пьер Гиацинт Азаис.
После поражения Франции в войне с Германией школа была эвакуирована на юг Франции, в Экс-ан-Прованс, а в 1942 году и вовсе прекратила существование. Её прежние здания в Сен-Сире были разрушены бомбардировками союзников. В 1945 году возобновлена де Голлем в городке Гер на краю Пемпонского леса, в 43 км к юго-западу от Ренна (Бретань). Сенсирская академия пользуется популярностью среди туристов, при ней действует музей.
Общий конкурс при поступлении, как правило, 4 человека на место. Ежегодно в школу принимается от 170 до 200 человек. В 2001 году учебное заведение окончили 13 представителей государств, сотрудничающих с Францией в военной области. Женщины принимаются в Сен-Сир с 1983 года, по состоянию на 2012 год студентки составляли 16 % контингента.

## Известные выпускники
- Бонналь, Анри (1844—1917) — французский бригадный генерал, военный писатель, профессор военной истории и тактики, а затем директор Сен-Сир.
- Зин эль-Абидин Бен Али (род. 1936) : выпускник 1957 года — президент Туниса (1987—2011)
- Галлиени, Жозеф (1849—1916) : 1869 — маршал Франции
- Дантес, Жорж (точнее — д’Антес) (1812—1895) : 1830 — Офицер и политик, прежде всего известен как убийца А. С. Пушкина
- де Голль, Шарль (1890—1970) : 1912 — генерал, президент Французской республики (1958—1969)
- Клер, Жан Жозеф Густав (1814—1859) — французский бригадный генерал.
- Михаилович, Драголюб (1893—1946): — генерал, армейский генерал Королевствa Югославии
- Латр де Тассиньи, Жан Мари де (1889—1952) : 1909 — маршал Франции.
- Лебель, Николя (1838—1891) : 1857 — французский подполковник, изобретатель оружия.
- Леваль, Жюль Луи (1823—1908) — французский дивизионный генерал, военный министр Франции, военный теоретик и писатель.
- Леклерк, Филипп (1902—1947) : 1924 — маршал Франции
- Луи II (1870—1949) : 1893 — генерал, князь Монако (1922—1949)
- Лиоте, Юбер (1854—1934) : 1875 — маршал Франции
- Мак-Магон, Патрис де (1808—1893) : 1827 — маршал Франции, президент Французской республики (1873—1879)
- Манжен, Шарль Мария Эммануэль : 1888 (1866—1925) — французский дивизионный генерал, участник ПМВ.
- Мишо, Анри (1893—1895) — генерал-армии, участник двух мировых войн.
- Петен, Филипп (1856—1951) : 1878 — маршал Франции, глава правительства Франции во время Второй Мировой Войны (1940—1944)
- Пётр I Карагеоргиевич (1844—1921) : 1862 — король Сербии и Югославии (1903—1921)
- Размара, Хадж Али (1901—1951) — премьер-министр Ирана (1950—1951)
- Рамананцуа, Габриэль (1906 — 1979) : 1931 — генерал, президент Мадагаскара (1972—1975)
- Табуи, Жорж (1867—1958) — военачальник, дивизионный генерал.
- Файи, Амеди де (1789—1853) — бельгийский военный и государственный деятель.
- Феличкин, Юрий Михайлович (1904—1992) : 1925 — советский разведчик, филолог, педагог.[3]
- Франше д’Эспере, Луи-Феликс-Мари-Франсуа (1856—1942) : 1876 — маршал Франции
- Фуко, Шарль де (1858—1916) : 1878 — католический монах, отшельник, исследователь Африки
- Эйсмонд, Юлиан (1892—1930) : 1919 — польский поэт, прозаик.